# 안도라의 역사
이 문서는 안도라의 역사를 기술한다.

## 9세기~19세기
안도라는 샤를마뉴가 이슬람 무어인이 기독교 프랑크 제국으로 진출하는 것을 막기 위해 만든 군사적 완충 지대인 마르카 히스파니카의 마지막 독립 생존자라고 주장한다. 전통에 따르면 샤를마뉴는 무어인과 싸운 대가로 안도라 사람들에게 헌장을 내주었다. 9세기에 샤를마뉴의 손자인 카롤루스 2세 칼부스는 우르헬 백작을 안도라의 영주로 임명했다. 나중에 백작의 후손이 우르헬 교구에 땅을 주었다.
11세기에 이웃 영주들의 군사적 행동을 두려워한 우르젤 주교는 귀족인 카보에 영주의 보호를 받았다. 나중에 푸아 백작은 1208년에 에르메센다 드 카스텔보와 결혼하여 카보에 영주의 상속자가 되었고, 오크어 백작과 카탈루냐 주교 사이에 안도라를 놓고 분쟁이 일어났다.
1278년에 이 갈등은 파레아지(pariatges)에 서명함으로써 해결되었는데, 이는 안도라의 주권을 푸아 백작과 라 세우 뒤르젤 주교가 공유한다는 것을 규정했다. 두 통치자가 공유하는 권리 평등의 원칙을 인정하는 봉건 제도인 파레아지는 이 작은 국가에 영토와 정치적 형태를 부여했다. 안도라의 국경은 1278년 이후로 변함없이 유지되었다.
안도라는 1396년과 1512년에 두 번이나 아라곤 왕국에 합병되었다.

## 20세기~21세기
안도라는 공식적으로 제1차 세계 대전에 참여하지 않았지만  발렌티 나우디, 호셉 에스타니, 르네 위게라는 3명의 안도라 자원병이 싸웠다.
1933년 프랑스는 선거 전 사회적 불안으로 인해 안도라를 점령했다. 1934년 7월 12일 보리스 스코시레프라는 모험가가 우르헬에서 선언문을 발표하여 자신을 안도라의 군주 보리스 1세라고 선언하고 동시에 우르헬 주교에게 전쟁을 선포했다. 그는 7월 20일 스페인 당국에 의해 체포되어 궁극적으로 스페인에서 추방되었다. 1936년부터 1940년까지 스페인 내전과 프랑코 스페인의 결과로 인한 침략을 방지하기 위해 프랑스 분리대가 안도라에 주둔했다.
제2차 세계 대전 동안 안도라는 중립을 유지했고 스페인에서 프랑스로 가는 중요한 밀수 경로가 되었다. 프랑스 저항군은 안도라를 프랑스에서 추락한 조종사를 빼내는 경로의 일부로 사용했다.
오랫동안 프랑스와 스페인을 제외한 다른 나라와 거의 접촉하지 않았던 가난한 땅이었던 안도라는 2차 세계 대전 이후 관광 산업의 발전을 통해 상당한 번영을 이루었다.